# Harald Jährling
Harald Jährling (født 20. juni 1954 i Burg, død 18. maj 2023) var en østtysk roer og dobbelt olympisk guldvinder.

## Karriere

### Roning
Jährling roede flere forskellige bådtyper, men opnåede først succes i toer med styrmand, hvor han roede sammen med Friedrich-Wilhelm Ulrich og styrmand Georg Spohr. Deres første store fælles internationale stævne var ved OL 1976 i Montreal. Her indledte de med via en andenplads i indledende heat at kvalificere sig til semifinalen, som de derpå vandt ret klart. I finalen lå den sovjetiske båd længe forrest, men midtvejs i løbet indhentede østtyskerne dem og lagde sig i spidsen. Der blev de og sikrede sig guldet med et forspring på mere end to sekunder, mens Sovjetunionen fik sølv og Tjekkoslovakiet bronze.
Året efter vandt samme besætning VM-sølv efter en bulgarsk båd, mens østtyskerne i 1979 vandt VM-guld. De blev også østtyske mestre i 1977 og 1979. I 1978 roede han otter og var der med til at vinde VM-guld.
Ved OL 1980 i Moskva var OL-guldvinderne fra 1976 i toeren med styrmand samlet igen, og de var klart hurtigst i indledende heat. I finalen var der mere jævnbyrdighed, men østtyskerne sluttede bedst og genvandt guldet, mens den sovjetiske båd fik sølv og Jugoslavien bronze.
I 1981 skiftede Jährling til firer med styrmand og blev her østtysk mester samt verdensmester. Han vandt yderligere to østtyske mesterskaber i denne bådtype i 1983 og 1984. Endelig vandt han to VM-sølvmedaljer i 1982 og 1983 i otteren.

### Videre karriere
Jährling blev rotræner efter sin aktive karriere og arbejdede i denne funktion i sin gamle klub, SC Magdeburg, i flere år. I 1989 flyttede han med sin familie til Australien, hvor han blev sportsdirektør i det australske roforbund.
Han var gift med roeren Marina Wilke og sammen havde de sønnen Rob Jahrling, der blev roer for Australien og deltog i tre olympiske lege omkring år 2000. Harald Jährling begik selvmord i 2023.

## OL-medaljer
- 1976:  Guld i toer med styrmand
- 1980:  Guld i toer med styrmand